# دوباره اسکندریه و برای همیشه
دوباره اسکندریه و برای همیشه (عربی مصری: إسكندرية كمان وكمان) یک فیلم به کارگردانی یوسف شاهین است که در سال ۱۹۸۹ منتشر شد. از بازیگران آن می‌توان به یوسف شاهین اشاره کرد.